# William Bloke
Albums de Billy Bragg
Don't Try This at Home
(1991) Bloke on Bloke
(1997)
William Bloke est un album de Billy Bragg sorti en septembre 1996.

## Enregistrement
William Bloke marque le retour de Billy Bragg à la musique, après une pause de cinq ans dans sa carrière.
Une compilation de chansons enregistrées pour l'album mais non retenues voit le jour l'année suivante sous le titre Bloke on Bloke.

## Réception
À sa sortie, William Bloke se classe no 16 des ventes au Royaume-Uni. Le single Upfield atteint la 46e place du hit-parade britannique fin août.

## Titres
Toutes les chansons sont de Billy Bragg, sauf A Pict Song, un poème de Rudyard Kipling mis en musique par Bragg.
1. From Red to Blue – 3:19
2. Upfield – 4:06
3. Everybody Loves You Babe – 3:09
4. Sugardaddy – 4:37
5. A Pict Song – 4:55
6. Brickbat – 3:14
7. The Space Race Is Over – 4:26
8. Northern Industrial Town – 2:58
9. The Fourteenth of February – 3:26
10. King James Version – 3:21
11. Goalhanger – 3:43

## Musiciens
- Billy Bragg : chant, guitare
- Deirdre Cooper : violoncelle
- Terry Disley : orgue, arrangements
- Ashley Dreese : mandoline
- Terry Edwards : saxophone alto, saxophone baryton
- Nigel Frydman : basse
- Caroline Hall : trombone
- J. F. T. Hood : batterie, percussions
- Chucho Merchán : contrebasse
- Chris Morgan : contrebasse
- Fionn Ó Lochlainn : basse
- Cara Tivey : piano, orgue
- Dave Woodhead : bugle, trompette, arrangements